# Лили Иванова
Лиля̀на Ивано̀ва Петро̀ва, по-известна като Лѝли Ивано̀ва, е българска поп певица. 
От 1961 г. развива непрекъсната изпълнителска и концертна дейност, записва песни и албуми, има медийни изяви, участва в телевизионни програми, снима се във видеоклипове. В знак на уважение за приноса си към българската поп музика понякога е наричана „Примата на българската естрада“. Обявена е за „Най-големия български поп изпълнител за всички времена“ със специална награда от БГ радио през 2023 г.

## Биография

### Детство и училищни години
Лиляна Петрова Иванова  е родена на 24 април 1939 г. в гр. Кубрат. Тя е кръстена на починалата си по-голяма сестра Лиляна. В кръщелното свидетелство е записана като Лиляна Иванова Петрова.
Родители на Лили Иванова са Мария Петрова Дамянова и Иван Петров Дамянов (р. 1904 г.). Майка ѝ е от с. Тетово, до Кубрат. Баща ѝ е чиновник в полицията и кметството в периода преди 9 септември 1944 г., което става причина впоследствие да бъде арестуван за повече от 3 месеца. По време на Втората световна война започва да се занимава с отдаване на автомобили под наем, а след това става шофьор. Майка ѝ по принцип не е работила, но при финансови трудности е ставала сервитьорка. Семейството има четири деца, всички от които са момичета, две от тях умират от скарлатина.
Родът на Лили Иванова по бащина линия се нарича Чокоите. Прабаба ѝ и прадядо ѝ са заможни българи, отглеждащи и търгуващи с коне, които първоначално живеят на територията на днешна Румъния, в Северна Добруджа. Впоследствие се преместват в русенското село Нисово. Баба ѝ и дядо ѝ са Мария и Петър. След брака си те заживяват в Кубрат, като ги наричали „нисовлиите“ – прозвище, с които са наричали по-късно както родителите, така и самата Лили Иванова. Те имат 12 деца. Собственици са на кръчма, където младата бъдеща изпълнителка понякога пее песни на посетителите. В тяхната къща живее по-късно и семейството на Лили Иванова. Баба ѝ и дядо ѝ по майчина линия са Марина и Петър.
Семейството на Лили Иванова обича музиката. Дядо ѝ и вуйчо ѝ – по майчина линия – свирят на цигулка много добре. Майка ѝ обича да пее популярни за времето си песни, макар и само вкъщи, а баща ѝ – руски песни.
Когато Лили е 7-8-годишна, родителите ѝ и още няколко роднини събират пари, за да ѝ купят акордеон. Тъй като обаче няма кой да я обучава, тя се опитва да се научи сама. В 4-5-и клас тя проявява интерес да се научи да свири на пиано. Единственият пианист в Кубрат е другарят Чернев, който е на преклонна възраст. Лили тръгва на уроци при него, но успява да вземе само два урока, тъй като учителят ѝ умира. Малко по-късно тя започва да пее в училищния хор, където пеят всички деца. Въпреки хубавия си глас тя смята това просто за част от обучението и не се замисля да се занимава с музика. Наред с това още от първо отделение тя тренира художествена гимнастика, като дори печели златен медал на Републиканското първенство в Русе през 1952 г. Световната музика, която има възможност да слуша, е предимно руска и италианска – тази, която се пуска по радиоточките или радиото.
През 1956 г. Лили Иванова започва да учи в Медицинския техникум за медицински сестри и акушерки в гр. Сталин (както тогава се нарича Варна) за медицинска сестра – престижна за времето си професия, а и техникумът е недалеч от Кубрат. Тя живее в квартира, намираща се на ул. „Шипка“, срещу тогавашното кино „Република“, а не в общежитие. В това кино има концерти популярната певица Ирина Чмихова, по чиято музика младата ученичка се увлича, но бъдещата изпълнителка не може да си позволи билет, а я вижда на живо едва по-късно в Кубрат. Първите данни за изяви пред публика на Лили Иванова са от 1956 – 57 г., когато тя изпълнява популярни песни на организираните в техникума „вътрешни фестивали“, за което свиделства Жени Стоилова, класната ѝ ръководителка. Под ръководството на учителя по музика Христо Иванджиков Лили Иванова също участва с пеене и свирене на акордеон в малки непрофесионални състави, т. нар. „агитки“, които изпълняват руски песни пред моряци, в други училища и при различни тържества, като така си спечелва известността на местна певица. Сред песните, които тя слуша от турски радиостанции (тъй като не се излъчват в България), са „Ganz Paris träumt von der Liebe“ („Цял Париж мечтае за любовта“) на Катерина Валенте и „Arrivederci, Roma“ („Довиждане, Рим“), които пее на училищни прояви.
След завършване разпределението ѝ за работа е за психиатричната болница в гр. Бяла, но с ходатайството на баща си около 1959 г. младата медицинска сестра започва работа в болницата в гр. Кубрат. В града има читалищен хор, в който тя се изявява, а и колегите ѝ също знаят, че тя обича да се занимава с музика. От спомените на нейния началник д-р Иван Кирчев става ясно, че тя е записвала текстове на български, сръбски, немски, италиански и испански песни, а дори и че е запявала на възрастни пациенти.

### Насочване към професионалното пеене
Лили Иванова твърди, че поредица от малки знаци са я подтикнали към това да пожелае да се занимава сериозно с пеене. Единият е случайно дочут разговор между бъдещия ѝ съпруг и негов колега, че тя има талант и би могла да добие известност и пари от музика. Друг знак е окуражаващо предсказание на ръка от възрастна циганка. Трети знак е силното впечатление от изпълнението на песента „Камино“ от певицата Ирина Чмихова на концерт в читалището в Кубрат. Лили Иванова моли певицата да ѝ даде текста на песента, тя ѝ казва, че ще го направи, когато се прибере в София, но така и забравя да го направи. Текстът бива свален от нейни приятели, които са направили любителски магнетофонен запис на концерта и така тя разучава песента.
Изпълнителката научава, че за да може да се занимава сериозно с музика, ѝ е нужна т. нар. „категория“ (документ, удостоверяващ изпълнителски умения), поради което започва за около две седмици да пее в цигански оркестър, свирещ в ресторант в Кубрат, а след това на прослушване от комисия в Русе получава „трета категория“ за певица. По това време тя осъзнава, че има глас за сцена, което ѝ дава увереност да потърси професионално развитие в София. Родителите ѝ са против поради лошото мнение за артистите, но тя е решена да отстоява целта си.
През 1960 г., докато все още работи като медицинска сестра, Лили Иванова пътува два пъти до София, за да опознае какви възможности за реализация би имала. За второто посещение си взема два дни отпуск и посещава бюро „Естрада“ (да не се бърка със сектор „Естрада“ на Концертна дирекция) с желание за изява, но не знае, че тази институция отговаря само за назначенията в ресторантите. Оттам ѝ предлагат да пее в ресторант „Сините камъни“ в Сливен, но тя отказва. Така и не се свързват с нея до следващия ден и поради липса на друго предложение, тя се прибира обратно в Кубрат. Впоследствие трупа пътуващи музиканти чуват за таланта ѝ и предлагат да се присъедини към тях. Те обикалят читалища и театри, за да изнасят безплатни концерти пред работници. Длъжността ѝ е държавна с хонорар по 5 или 8 лв. на концерт. Певицата обаче не е удовлетворена от нивото и напуска както групата, така и работата в болницата.
Точно в този период Лили Иванова се запознава и омъжва за първия си съпруг – Георги Павлов – лекар, който е бил разпределен в с. Завет, недалеч от Кубрат. Сватбата е в изключително тесен кръг – присъстват едва четирима души. Тъй като разпределението му изтича, техният съвместен живот започва в къщата на родителите му в Перник, но бракът им не просъществува дълго поради битови трудности и неразбирателства със свекърва ѝ, която не одобрява певческата ѝ кариера. По време на брака си и живота в Перник тя по-често има възможност да пътува до София и да проучи възможностите за по-нататъшно певческо развитие. Поради неуредиците в брака си не след дълго тя решава повече да не се връща в Перник, а по-късно (около 1964 г.) иска и развод.

### Начало на кариерата в София
През 1961 г. певицата решава окончателно да се премести в София. Чрез Лидия Станчева, завеждаща сектор „Естрада“ на Концертна дирекция, урежда прослушване при пианиста на Ирина Чмихова Евгени Комаров. Той предлага помощта си в избора на репертоар и тя започва уроци при него, но бързо ги прекратява, тъй като той ѝ преподава руски романси, в които тя не желае да се развива. През този период за около 4 години живее в хотел „Родопи“, тъй като не разполага с квартира. За да осигури престоя ѝ в София, пари ѝ праща първият ѝ съпруг, а получава подкрепа и от Лидия Станчева.
От Концертна дирекция включват певицата в турне, наречено „Естрада за всички“, в което участват фолклорни изпълнители с ръководител на оркестъра Стефан Демирев, трио „Устни хармоники Олимпия“ и др. Обичайна практика от този период е Концертна дирекция да ангажира изпълнителите в множество сборни участия, в които различни певци участват с по една или няколко песни в рамките на представления от типа на вариететна програма, в което се включват и фокусници, и танцьори. През 1962 г. певицата е включена в концерт на Вили Казасян и неговия състав „Студио В“ в концертна зала „България“. Основните ѝ участия през този период са като подгряваща певица в участията на оркестър „Мелодии“, в които утвърдените имена са Емил Димитров и Мария Косева. Те пеят в сградата на БИАД и из страната. Първото турне на певицата извън България е в Румъния заедно с този състав. Тя обаче е силно огорчена от атмосферата, тъй като има някои личностни напрежения, недооценяване и неприятности в групата, което води и до разделянето ѝ с тези музиканти.
Лили Иванова продължава работа с групата на Здравко Радоев и продължава обиколките из страната с певицата Грета Ганчева, фокусника Орфи, имитатора Христо Минчев (Пилето), народните певци Борис Машалов и Йонка Кипчева. Здравко Радоев, като син на композитор, вижда заложбите на певицата, напътства я професионално и я насочва да слуша песните на Кони Франсис, Рита Павоне, Доменико Модуньо, Ела Фицджералд, Далида, Шърли Беси и др. По това време Лили Иванова има връзка с музиканта и живее с него около 3 – 4 години. В този период певицата на два пъти по време на нейни турнета из страната се сблъсква със сериозни здравословни проблеми, които налагат две операции, които не ѝ позволяват да има деца в бъдеще.
През 1964 г. в зала „Универсиада“ има концерт на шведската рок певица Джейн Сверт и групата „Северните тигри". Лили Иванова пее в първата част на концерта, за първи път пред такава голяма публика. Първата вечер обърква текста (който не е репетирала с оркестъра), което я разстройва и тя напуска сцената. На втората вечер изпълнява песента „Когато луната изгрява (Лунни лъчи)“ на Йосиф Цанков от репертоара на Мими Николова и една бърза румънска песен. Публиката я приема изключително радушно, което допринася за първи път по-сериозно да се заговори за изпълнителката и тя да добие по-широка известност.

### Първи записи и популярност
Успехът в зала „Универсиада“ дава възможност на Лили Иванова да започне работа със собствена група и нейната музика да стане по-централна част при участията. В репертоара ѝ вече влизат български песни, първата от които, написана специално за нея, е „Витоша“ по музика и текст на Манол Манолов. Тя пее и „Морското момиче Варна“ на Димитър Вълчев. Също така изпълнява песни на италиански език, както и песни на Ела Фицджералд.
През 1964 г. следва второ турне в Румъния. Ангажиментите ѝ са основно в ресторанта на хотел „Амбасадор“ и бар „Мелодия“, с оркестър, ръководен от Здравко Радоев. В Букурещ бързо добива популярност сред публиката, като същевременно е забелязана от видни румънски музиканти (например композитора Хория Мокулеску, пианиста Колан, басиста Джони Радикано), което ѝ осигурява покана да запише грамофонна плоча. Преговорите имат плодотворен завършек и звукозаписната компания „Electrecord“ издава първата плоча на певицата (това е и първата дългосвиреща плоча на български изпълнител, тъй като тогава тази технология не била позната в България). Плочата е дългосвиреща, казва се „Lili Ivanova Recital“, съдържа 8 песни, две от които са на български език, и е първата дългосвиреща плоча на български изпълнител. След издаването на записите, с цел популяризиране на албума, изпълнителката има изяви в театър „Константин Танасе“ с голям оркестър, където преди това Леа Иванова с песента „Лалето“ вече е пожънала успех. Кавър версията на Лили Иванова също се приема много добре. Периодът, за който певицата остава в Румъния, е половин година. През това време тя е очарована от отношението на музиканти и публика към нея.
Следва покана от оркестър „Балкантон“ с диригент Димитър Ганев за концерт, който да бъде излъчен по югославската телевизия. В Белград Лили и музикантите са посрещнати от български оркестър, начело с потомствения музикант, пианиста Иван Пеев. Между певицата и пианиста бързо пламва любов, започват връзка и той ѝ предлага брак. След като Хачо Бояджиев става директор на Концертна дирекция, той нарежда на оркестъра да се върне в България за турне в България, в което участва и Лили Иванова. Малко по-късно, на 15 март 1965 г., двамата сключват брак (втори за изпълнителката). На тържеството присъстват само трима души, най-близки приятели. В биографията си от 2009 г. певицата нарича Иван Пеев „единствената (ми) любов“. След сватбата си те заминават на турне в СССР.
В този период е издадена наредба, която задължава певците да пеят на български език. Това поставя Лили Иванова в неблагоприятна ситуация, тъй като тя все още няма богат български репертоар. Решава да помоли Йосиф Цанков да ѝ напише песен. Той композира „Събота вечер“ (1965), но тъй като Лили Иванова все още е неутвърдено име, композиторът за първи път лично отива в радиото да провери как се получава звукозаписът на неговата песен. Харесва изпълнението и двамата се сприятеляват. След като Лили Иванова се връща от турнето си в Съветския съюз, песента вече е хит.
Популярността на Лили Иванова се разраства след средата на 60-те години благодарение и на навлизащата тогава в дома на българина телевизия. Лили Иванова и Емил Димитров са най-често сниманите от телевизията български певци. През 1964 г. Хачо Бояджиев снима във Видин 3 нейни песни. Особено популярно става заснетото видео към песента „Събота вечер“, в което певицата управлява валяк, докаран от Перник на собствен ход за една седмица. С тях е фотографът Иво Хаджимишев, който заснема фотосесия, от която е избрана снимката за обложката на първата ѝ българска плоча.
През 1965 г. певицата се снима в игралния филм „Неспокоен дом“ на режисьора Рангел Вълчанов, в който в кабаре изпълнява песента „Cuore“ („Сърце“) на Рита Павоне.

### Първо международно отличие. Кариера до края на 60-те години
През 1966 г. в Братислава, Чехословакия Лили Иванова се явява на първия си международен конкурс. Песента, с която участва, е „Адажио“ по музика на Ангел Заберски и аранжимент на съпруга ѝ Иван Пеев. Фаворитът на журито е Карел Гот и въпреки претенциите на чешката страна за първо място на техния изпълнител българската певица има повече точки, което ѝ носи и трите награди „Златен ключ“ – за най-добър изпълнител, за най-добра мелодия и текст. Конкурсът се предава на живо по телевизията, което ѝ носи признанието и уважението на международната публика. След конкурса от унгарската телевизия се свързват с водещия на българската делегация с молба още на следващия ден Лили Иванова да пее по унгарската телевизия. Действително на другия ден изпълнителката е в Будапеща и представя и там песента си. Победителката на следващата сутрин се връща в България, за да пее на провеждащия се през това време конкурс „Златният Орфей“ в Слънчев бряг. Там обаче е забранено да се съобщава и коментира за спечелената награда, което огорчава изпълнителката.
През 1966 г. Хачо Бояджиев снима около 30-минутен телевизионен „портрет“ на певицата, в който тя изпълнява своя музика. По-късно същият режисьор снима българо-румънската програма „Ало, София, тук Букурещ“.
През 1967 г. Балкантон издава втората дългосвиреща плоча на Лили Иванова – „Уличката малка“. Следва турне в Куба, като с нея пътуват и група оперни певци, сред които Юлия Винер-Ченишева и Павел Герджиков. Там Лили Иванова пее на редица концерти, включително и в хаванския театър „Амедео Роланд“.
През 1968 г. певицата за пореден път има голямо турне в СССР, обикаляйки Москва, Ленинград, Киев, Рига, Алма Ата, Новосибирск. На „Златния Орфей“ през същата година Лили Иванова представя „Лунната соната“ на Ангел Заберски. Участва и в IX Световен фестивал на младежта и студентите, както и на фестивал в Барселона с Бисер Киров, където печели отличия.
През 1969 г. се явява на третото издание на фестивала за грамофонни плочи и музикални издания с над 1 милион копия, където печели „Трофея на Мидем“. Същата година излиза албумът ѝ „Камино“.

### Кариера през 70-те години
През 1970 г. Лили Иванова отново се конкурира с чеха Карел Гот на фестивала „Олимпиада на песента“ в Атина, а сред другите силни изпълнители е германецът Бен Крамер. Със състезателната песен „Звезда“ на Александър Йосифов тя печели златната плоча. На фестивала в Атина присъства директорът на международния фестивал на естрадната песен в Рио де Жанейро. Той кани българската изпълнителка, като пожелава преди певицата да потегли към Бразилия, да снима филм с 12 песни в Лисабон, което тя прави. В Рио тя пее на стадион „Мара Казиньо“, побиращ около 30 000 души. Публиката яде, пие и е крайно невъздържана (включително има сбивания), но въпреки това тя утихва, когато певицата запява песента „Реквием“ на Александър Йосифов. Впоследствие е отличена и с награда.
За изложението в Осака Експо-70 японската страна харесва песента „Панаири“, но желае да пее Йорданка Христова. Лили Иванова обаче не разрешава друг да пее песента ѝ, в резултат на което Тончо Русев и директорът на „Златният Орфей“ Генко Генчев уреждат Лили Иванова да отиде. В делегацията е и Борис Гуджунов. На изложението те три пъти дневно дават малки представяния. Японският импресарио, виждайки възможностите на българите, кани певицата на участия в нощни клубове и открити летни театри, а впоследствие – и на осем големи концерта в Токио, Осака, Нагасаки и Хирошима.
В началото на 70-те години Лили Иванова прави редица концерти в Турция заедно с колегата си Борис Гуджунов и оркестъра на Иван Пеев. Имат редица изпълнения в Истанбул и страната. Поради успеха им турски импресарио ги кани за бъдещи участия. Почти през цялото им пътуване техни спътници са популярните в родината си певци Фюсун Йонал, Танжу Окан, Ажда Пекан, с която се познава от съвместно участие в Барселона, и актьорът Йозтюрк Серенгил. Групата е под постоянния интерес на пресата, която често публикува репортажи за тях.
През 1970 г. Лили записва албума „Този свят е тъй прекрасен“, през 1972 година – двойния албум „Обичам те“, а през 1973 г. – „Вечност“ и „Панаири“.
След известно прекъсване след 1971 г. изпълнителката отново става честа участничка в телевизионни постановки и програми на Хачо Бояджиев. Българската национална телевизия осъществява няколко филма за изпълнителката, като първият е „Аз съм Лили“ от 1974 г.
През 1973 г. Лили Иванова заедно с Тончо Русев посещават фестивал в Чили, „Виня дел Мар“. Тя пее на 24-хиляден стадион. Първата вечер публиката се опитва да прогони певицата с викове „Вън, комунистическа кучко“. Троен кордон разделя изпълнители и почетни гости от гневната публика. Изпълнителката, придобила опит от Рио де Жанейро, не помръдва от мястото си, запява и в силната част на песента си успява да накара публиката да утихне, а на финала е аплодирана бурно. Там с „Панаири“, „Обичам те“ (преведена от Хулио Алегрия, тогавашен посланик на Чили в София) и „Камино“ печели голямата награда за изпълнение.
Същата година посещава Париж за Втория международен конкурс за естрадни песни и изпълнители „Гран при“, откъдето също се прибира с награда. На „Златният Орфей“ през същата година Лили Иванова се запознава с гостуващия Хулио Иглесиас, а следващата 1974 г. печели „Голямата награда за изпълнител“.
Третият съпруг на Лили Иванова е Янчо Таков, син на партийния функционер от управлението на Тодор Живков Пеко Таков. Кумове са им Людмила Живкова и съпругът ѝ Иван Славков. Бракът не просъществува дълго. След развода (около 1975 г.) на изпълнителката са създадени проблеми с намирането на участия.
През 1975 г. е издадена първата биографична книга за певицата – „Нашата Лили“, съставена от Ивайла Вълкова и Марин Бончев, съдържаща множество фрагменти – спомени на нейни колеги, приятели и почитатели.
В средата на 70-те години Здравко Радоев ръководи оркестър „Маковете“, с който пее Лили Иванова. В оркестъра се включва като допълнителен китарист и певец Асен Гаргов, с когото певицата започва лична и професионална връзка, която продължава 16 години. Поради неразбирателства се сформира нова група, водена от Гаргов, но тъй като през този период певицата се развежда с третия си съпруг (който има влияние), тя половин година има трудности да си намери нови участия. След молба за съдействие пред високопоставения генерал Илия Кашев, тя и оркестърът отново биват ангажирани. С Асен Гаргов се правят турнета в СССР и Израел.
През 1975 г. се записва албумът „Танго“, следващата година – „Стари мой приятелю“, а през 1977 година – „Гълъбът“ и „Лили Иванова изпълнява песни от Александър Йосифов“. През 1978 г. записва първия от двата съвместни албума с Асен Гаргов „Животът ни събира, животът ни разделя“. През 1979 г. се появява двойният албум „Моят град“.

### Кариера през 80-те години
През 80-те години Лили Иванова има множество участия в Източна и Западна Германия. През 1981 г. участва в развлекателното предаване „Abends im Rampenlicht“ („Вечер в светлината на прожекторите“) на германската телевизия DFF, където се представя заедно с Дорит Геблер, Ролф Херихт и Хелена Вондрачкова. В средата на 80-те години театралният режисьор Фолкмар Нойман кани Лили Иванова за изяви в берлинския „Фридрихщатпаласт". Тъй като в репертоара ѝ липсват подходящи песни, за кратък период от време тя подготвя англоезични песни, както и песни от българския си репертоар, но преработени на немски език. За нея пишат песни авторите Клаус Мунро, Ралф Арни, Арнолд Фрицш, Герард Зийбхолц, Хорст Крюгер, Михаел Хансен и Дитер Шнайдер. Певицата постоянно пътува между двете държави и в периода 1986 – 1991 г. разчита основно на ангажименти в Германия. Там тя се изявява на много места, включително и в шоу програми като „Шареното котле“ и в нощни клубове, като от 1984 до 1990 г. има повече от 1600 участия на живо в ГДР. През 1987 г. певицата е официалният културен посланик на България по време на честванията на 750-годишнината на Берлин. След настъпването на икономически трудности в Германия и намаляването на ангажиментите изпълнителката се връща окончателно в България.
През 1981 г. излизат два албума: „Предупреждение“ и „Kein Film war schöner“, включващ немскоезични версии на български песни. Следващата година – „Щурче“, а през 1983 г. – вторият дуетен албум с Асен Гаргов „Сърцето те избра“. През 1984 г. се появява двойният албум „Искам те“. През 1986 г. се появява албумът „Лили Иванова '86“, следващата година – „Ти ме повика“, а през 1989 г. – „Тежка сватба“. Последните песни, написани от Асен Гаргов за Лили Иванова – „Необяснимо е“ и „Студ“, са записани в албума „Тежка сватба“. Впоследствие Асен Гаргов забранява на Лили Иванова да изпълнява всичките му песни, написани за нея.

### Кариера през 90-те години
След 10 ноември 1989 г. Концертна дирекция е закрита, поради което вече няма кой да осигурява ангажименти на изпълнителите, както е било дотогава. Лили Иванова продължава да работи предимно по частни участия и партита с група от няколко музиканти. С нея взема участие Чочо Владовски, с когото тя работи 4 години. След кризата от 1996 г. тя не може повече да си позволи група и за известно време използва само синбек при участията си.
През 1990 г., в телевизионното предаване „Всяка неделя“ спортните гимнастички Лили Игнатова и Диляна Георгиева в знак на протест за негативно отношение на пресата към тях демонстративно „връщат“ медалите си. Две седмици по-късно Лили Иванова, вдъхновена от тяхната реакция, пред Кеворк Кеворкян по собствено желание също връща отличието си „Златна плоча“, дотогава присъдено в България само на 5 души. Певицата протестира, че бъдещите носители на отличието няма да се определят на основата на изключителни музикални заслуги, а ще я получават единствено за продадени 25 000 копия от албум за съответна година. В този разговор певицата заявява, че е продала над 2 милиона плочи.
През 1993 г. е записан албумът „Хазарт“, а две години по-късно – „Готови ли сте за Любов?“. В средата на 90-те години изпълнителката започва отново да прави самостоятелни концерти. Първоначално – в малки зали, защото се налага сама да ги ангажира и заплаща, с апаратура под наем и без оркестър. Постепенно концертите ѝ стават все по-търсени и големи, поради което тя си позволява да се издържа основно от тях. През 1998 г. певицата записва диска „Частен случай“.

### Кариера от 2000 до 2009 г.
През 2000 г. Лили Иванова издава албума „Ветрове“ и взема участие с песента „Камино“ в албума „Каналето и приятели“. През 2001 г. следва „Любовта е по-силна от всичко“, през 2002 г. – „The Best 1“, включва 6 песни в албума „Хитове по текстове на Асен Ошанов“ и издава един дуетен сингъл с Драго Драганов.
Първият брой на списание „Плейбой“ на български език, който излиза през април 2002 г., публикува еротична фотосесия на Лили Иванова, като снимките са направени от екипа на Васил Къркеланов. Проявата ѝ има отзвук в медиите, като певицата особено държи на публичната подкрепа, изразена в статията „Браво, Лили!“ на Христо Кьосев През 2003 г. се появяват „Илюзия, наречена любов“ и „The Best 2“, а през 2004 г. – „Танго“. През 2006 г. изпълнителката е удостоена със звезда на Алеята на славата.
През 2006 и 2009 г. без одобрението на певицата са публикувани две нейни неофициални биографии – „Просто Лили“ и „Лили. Един живот, една съдба…“. Лили Иванова публично протестира срещу двете издания – осъжда автора на първата книга, а по-късно, когато излиза втората, свиква пресконференция, на която заявява, че написаната книга е недостоверна и не отразява истината за нейния живот.
През 2007 и 2008 г. Лили Иванова прави големи концерти в „Зала 1“ на НДК, които са записани и излъчени от bTV. В тези две поредни години са издадени дисковете „Една любов“ и „Без правила“. На 9 януари 2009 г. певицата изнася концерт в зала „Олимпия“ в Париж, с което сбъдва своя отдавнашна мечта (споделена в статията „Срещи с имена от естрадата“ на Вера Грозева през 1979 г.) Същата година открива Дните на София в Москва.
През 2008 г. Мартин Карбовски взема обширно биографично интервю в дома на изпълнителката, излъчено в два епизода на предаването „Отечествен фронт“ по Нова телевизия. През месец април 2009 г. на българския пазар излиза автобиографичната книга „Истината“ на Лили Иванова под редакцията на същия журналист.
На 2 май 2009 г. по bTV започва излъчването на документалната поредица „Опасно близо – Лили Иванова“. Автор и режисьор на продукцията е Милена Будинова, която в продължение на около една година снима 10 едночасови епизода, които проследяват настоящата работа на певицата и разглеждат моменти от нейния творчески път.
На 6 юли 2009 г. Лили Иванова получава почетно офицерско звание полковник от медицинските служби на Българската армия и е наградена с хладно оръжие.
През месец юли 2009 г. от компанията „KVZ Music“ е договорена легалната дистрибуция на музиката на Лили Иванова в интернет, което позволява нейни песни да се закупят през специализирани сайтове за този тип търговия.
В периода 2009 – 2010 г. певицата е в широко отразен в медиите публичен конфликт с Митко Щерев и Асен Гаргов, в резултат на което взаимно си забраняват да си изпълняват музиката, водят се съдебни спорове и се обвиняват в клевета. Асен Гаргов забранява на певицата да пее песните му, написани за нея, тъй като не плащала авторски права.

### Кариера от 2010 г. до 2019 г.
През 2010 и 2011 г. публичност в медиите добиват проверките на Националната агенция по приходите сред популярни изпълнители, като Лили Иванова също е обект на ревизии за установяване на укрити данъци. Поради тази причина, въпреки предложението на министъра на културата Вежди Рашидов да се отпусне пенсия за заслуги на певицата, финансовият министър Симеон Дянков се възпротивява, в резултат на което правителството отказва, аргументирайки се с неплатените от нейна страна данъци. Към 2010 г. пенсията на изпълнителката е около 105 лв. и на нея ѝ се налага да се издържа с пеене.
През 2010 г. се появяват албумите „Този свят е жена“ и „В името на вярата“.
В началото на 2012 г. Лили Иванова представя записи по текстове на Явор Кирин, като песните „Няма кой“ (музика: Красимир Гюлмезов), „Другото лято“ (музика: Александър Бръзицов), „Нейното име“ (музика: Росица Кирилова), „Шепот“ (музика: Явор Кирин), „Икар“ (музика: Камен Драндийски), записани в албума ѝ „LI“. През същата година записва и „Черната овца“ на група „Ахат“ (Божидар Главев) и „Светът е създаден за нас“ (музика: Огнян Енев, текст: Мартин Карбовски). По-късно същата година се появяват видеоклиповете „Ти не си за мен“ с участието на Мариус Куркински, както и още три клипа – всички под режисурата на Явор Веселинов.
 На 22 ноември 2012 г. пред публика от около 15 000 души изнася мащабен тричасов концерт в зала „Арена Армеец София“, като певицата е първият български изпълнител, представящ се в тази зала. На концерта представя 23 предимно по-нови песни и 5 изпълнения на бис, като ѝ акомпанира концертмайсторката Пламена Жекова, както и собствена формация под наименованието „Grand Li Orchestra“, включваща Бисер Иванов, Веселин Веселинов – Еко, Стоян Янкулов – Стунджи, Калин Вельов, Михаил Йосифов, Живко Петров и др. Осем от изпълнените на концерта песни са представени в официалния VEVO канал на певицата в YouTube. Поради огромния интерес е пуснат в продажба и секторът зад сцената, което е прецедент и до днес. Концертът става повод за създаване на специална категория в „Годишните музикални награди на БГ радио“ и получава приза „Концерт на годината“.
През 2013 г. певицата има участие в московския Държавен Кремълски дворец по повод юбилеен концерт на поета Иля Резник. Преди предсрочните избори за XLII народно събрание през същата година Лили Иванова участва в заключителен концерт на предизборната кампания на БСП. На 12 октомври певицата изнася концерт в културния и конгресен център „Сен Пиер“ в Брюксел пред публика от 650 души, сред които е и еврокомисарката Кристалина Георгиева. На концерта е премиера на песента „Просто съдба“, която няколко дни по-рано е записана в „Студио 88“ с тромпетиста Мишо Йосифов, който ѝ е аранжор и композитор. В края на годината bTV излъчва биографичния документален филм на Георги Тошев „НепознатиТЕ: Лили Иванова – Необяснимо“, където колеги на певицата споделят впечатления за началото на кариерата ѝ и за последните ѝ изяви.
През 2014 г. издава албума „Поетът“, като хитове от него стават песните „Поетът“ и „Сърцето е чупливо“.
На 16 май 2015 г. Лили Иванова изнася концерт в зала „Troxy“ в Лондон, който е и нейният първи концерт в столицата на Великобритания. Концертът минава успешно и отзивите в медиите са единодушни: певицата за пореден път доказва високия си професионализъм. „Булстрад Арена“ – Русе, многофункционална зала с капацитет между 5100 до 8100 души, е официално открита на 23 юли 2015 г. с концерт на Лили Иванова.
През 2017 г. издава албум без име – „Лили Иванова 2017“, като на обложката му единствено е изобразена Лили Иванова. Хит от този албум става песента „Ти дойде“.
На 8, 9 и 10 декември 2019 г. осъществява три последователни концерта в Зала 1 на НДК.
В края на 2019 г. издава албума „Севдана“ на дългосвиреща плоча и двоен компактдиск. Албумът включва както нови песни, така и добре известни хитове.

### Кариера от 2020 досега
През 2020 г. отлага част от концертното си турне поради пандемията от COVID-19 и взетите противоепидемични мерки. През същата 2020 г. издава два албума, записани от концертите ѝ на живо – „Live at „Arena Armeec“ hall 2012“ в зала „Арена Армеец“ на 22 ноември 2012 г. и „Live НДК XII 2019“ в НДК през декември 2019 г.
През 2020 г. също така, дарява голям брой книги от личната си библиотека на библиотеката в Кубрат. След пожар в детския отдел на библиотеката на Кубрат, дарява над 6000 книги за възстановяване на дейността на институцията.
През 2021 година издава миниалбума Чуй душата ми, включващ едноименната песен, както и още четири: Животът, Маската, Без контрол, Присъда. Последната песен от 2017 година Лили Иванова винаги изпълнява на края на концертите си. Същата година, въпреки ковид ограниченията, певицата за трети пореден път (2018, 2019, 2021) организира и изпълнява своя триптих от концерти в зала 1 на Националния дворец на културата.
През следващата 2022 г. Лили Иванова осъществява мащабно турне в 31 български града, чиято кулминация е концертът на 04.12.2022 година пред 13 000-на публика в зала Арена София. Турнето е най-крупното музикално пътешествие на българска звезда от началото на пандемията. След неговото първоначално обявяване (тогава то включва 30 концерта в 30 града) постепенно са добавени още четири дати – три допълнителни – съответно в Ловеч, Варна и Пловдив (където певицата за пръв път в своята кариера пее в два последователни дни), както и една в Стара Загора, в обновения Летен театър, който певицата открива на 06.09.2022 година. Любопитно е, че билетите за концерта на Лили Иванова в Стара Загора, чийто Театър е с капацитет от 1600 места, се разпродават за 30 часа. Тридесет и четвъртият и последен концерт от мащабната национална обиколка на Примата на българската естрада завършва на 11.12.2022 година във възрожденския град Панагюрище, където Лили Иванова отново пее пред препълнена зала в Театъра Дом-паметник.
През 2023 г. осъществява бутиков концерт с елита на държавата в Народен театър „Иван Вазов“ - на него присъстват културни дейци, творчески личности, политици, депутати, посланици, бивши президенти и премиери. 
Обявена е за „Най-големия български поп изпълнител за всички времена“ със специална награда от БГ радио през 2023 г. 
В началото на 2024 г. пее в престижната зала „Флаже“ в Брюксел и получава почетен знак на града за принос към културата на церемония в кметството на белгийската столица. Обявява и създаването на фондацията си "Лили Иванова" в Европейския парламент в присъствието на евродепутати, посланици и европейски комисари.  От април тя изнася 19 концерта в различни градове на страната, завършили на 14 декември с концерт в най-голямата софийска зала „Арена 8888 София“.

## Музикална дейност

### Певчески стил и репертоар
Лили Иванова започва кариерата си предимно с популярни за времето си италиански, френски и други чужди песни, като бива смятана за добра имитаторка на стила на Рита Павоне. Въпреки това още в първите години на своята професионална работа започва да се насочва основно към български авторски песни. В кариерата на повечето професионални изпълнители от епохата на социализма голяма роля играе държавната структура „Концертна дирекция“, тъй като тя е мениджър и импресарио на певците, като им осигурява връзка с композитори, текстописци и музиканти, които да създават творчество за тях, а едновременно и ги ангажира за участия. По този начин веднага след като певицата добива известна популярност, тя получава възможност да ѝ бъде създаден индивидуален репертоар, като това допринася за изграждането на собствен певчески стил. Стилът ѝ е характерен, с подчертаната лиричност и мелодичност на музиката. Музиката ѝ през 60-те и 70-те години често е със сложни и богати оркестрации, драматични преходи между тихи и силни моменти, изпълнявана нерядко с духов бенд, струнен оркестър, ритмична секция, електрически китари, с акценти на пиано или хамонд-орган и беквокали (понякога хорови), осезаема реверберация в гласа на изпълнителя. Впоследствие с отминаването на модата на този стил, певицата изпълнява музика, съпроводена със звука най-вече на електрически инструменти. След 2000 г., особено при живите си участия, песните, изпълнени върху звука на предварително записани синбекове, биват редувани с изпълнения, съпроводени от няколко инструмента – основно пиано, цигулка, китара и саксофон. Певицата нееднократно в кариерата си заявява колко е важен за нея и какъв приоритет отдава на стойностния текст. Тя изпълнява основно поп-песни, написани от български композитори и текстописци. Също така присъстват и песни на руски, английски, немски, френски, турски, испански, италиански, румънски език и иврит, които изпълнява предимно на турнетата си в чужбина. Съгласно прокарваната идеологическа политика, дори и чужди песни е било препоръчително (макар и не напълно строго спазвано) да се пеят на български език, поради което певицата има множество кавър версии на известни песни, станали популярни на запад от Желязната завеса, което е обичайна практика за цялата популярна музика от периода преди 1989 г.).

### Концертна дейност и живи участия
В периода на 60-те, 70-те и 80-те години Лили Иванова осъществява многобройни концертни турнета в чужбина – най-много в СССР, но също и в Германия, Куба, Япония, Турция, Чехия, Югославия, Унгария, Полша, Гърция, Португалия и др. През 80-те работи активно в ГДР, където изпълнява специално написани за нея песни от Арнолд Фрич и Петер Паулик (концертни турнета, шоу-програми във „Фридрихщадтпаласт“ и другаде, участия в много телевизионни предавания). След 90-те години на 20 век певицата осъществява няколко турнета сред българската емигрантска общност в САЩ и Канада, а също така посещава отново и Русия. За да увеличи участията си в епохата на Прехода, освен с традиционните концерти пред многобройна публика, певицата по-често си позволява изявява и на по-малки прояви – в клубове и пиано барове, участия в частни партита и промоции, фирмени тържества и др. След 2000 г. певицата обичайно организира малък брой големи, добре анонсирани и рекламирани концерти (веднъж годишно в София в „Зала 1“ на НДК, нерядко в две поредни дати, както нерегулярни участия в големите български градове).
За годините на своята кариера Лили Иванова изнася над 11 хиляди концерта, но значителната част от тях са в периода преди 1989 г. През 1961 г. започва с 8 лв. хонорар на участие, до 1965 г. се покачва на 20 лв., когато става „заслужила артистка“, получава 60 лв., а от 1975 г., когато става „народна артистка“, до 1989 г. обичайно е получавала по 120 лв. хонорар на участие.
През 2018 г. Лили Иванова прави турне в няколко български града: Пловдив (зала „С.И.²Л.А.“), Варна, Русе, Благоевград, Ботевград, Свиленград, Плевен, Пловдив (Античният театър), София.

### Творчески сътрудничества
В различните периоди на своята кариера Лили Иванова сътрудничи с множество музиканти, сред които: оркестрите на Здравко Радоев (в началото на 60-те), „6+1“ с ръководител Иван Пеев (от 1966 г.); „Маковете“ с ръководител Митко Щерев (70-те); оркестъра на Асен Гаргов (1977). В дует с Асен Гаргов издава два съвместни албума, а в началото на 80-те оркестърът за кратко време се представя под името „София“. Сред композиторите, с които Лили Иванова осъществява тясно творческо сътрудничество, са Ангел Заберски (1965 – 1968); Тончо Русев (1969 – 1974); Митко Щерев (1974 – 1977); Найден Андреев (началото на 80-те). През 80-те певицата изпълнява песни на много от по-младите композитори, между които Тодор Филков, Асен Гаргов, Рафи Жамаркоцян, Любомир Дамянов, Александър Кипров. В началото на 90-те тази тенденция е продължена, като трябва да се отбележи сътрудничеството ѝ с Чочо Владовски, с когото създава съвместно студио, изпълнява няколко дуета и записва албума „Хазарт“, а с Иван Лечев – „Частен случай“.
През цялата кариера на певицата се наблюдава подчертан стремеж творчеството ѝ да бъде със звучене, съвременно за епохата, в която се създава. В средата на 90-те певицата разнообразява имиджа си и посяга към музикални стилове, като мелъди рок, соул, ритъмендблус, балканско етно, джаз. Тази промяна проличава най-ярко в албумите „Частен случай“ от 1999 г. и последвалия го етнопроект „Ветрове“ от 2000 г. Впоследствие певицата издава няколко албума, в които новите песни значително намаляват, а стари хитове са записани в нов аранжимент. От началото на 2006 г. Лили Иванова работи с малък бенд, състоящ се от Огнян Енев – пиано, саксофон, Бисер Иванов – китара, Орлин Цветанов – цигулка.
Лили Иванова работи с много изявени текстописци, като може би най-значима е съвместната ѝ работа с поетите Дамян Дамянов и Павел Матев, а също така пее песни и по стихове на Надежда Захариева, Любомир Левчев, Иван Вазов, Христо Ботев, Пейо Яворов, Кирил Христов, Христо Ясенов, Веселин Ханчев, Блага Димитрова, Димитър Ценов и др. Основна тема в текстовете на песните ѝ е любовта. От края на 60-те години до средата на 80-те много от песните стават шлагери.

## Дискография и звукозаписна дейност
Лили Иванова има над 35 издадени дългосвирещи албума. Синглите, излезли в България, са 29. Има издадени малки плочи и албуми в Румъния, Турция, Германия, Испания и други страни. Лили Иванова е популярна в Русия и плочите ѝ се продават добре в Съветския съюз. Няма точна статистика за броя на продадените копия от албуми. Според едно издание на предаването „Всяка неделя“ от началото на 80-те, само в България техният тираж надхвърля 10 милиона. За продажбите в бившия Съветски съюз и останалите страни Александър Йосифов, директор на Балкантон от 1968 до 1986 г., казва: „Когато станах директор на „Балкантон“, при капацитет 3 600 000 хиляди плочи, големите, тези „черни тави“, както им викат, за Лили Иванова тиражът за Съветския съюз беше над един милион. В България правеше едни тиражи от 250 – 300 хиляди, а за Съветския съюз – под милион не падаше“. През този период Лили Иванова издава 18 дългосвирещи, 34 малки и 3 сборни плочи. Списание „L'Europeo“ посочва, че продадените копия от албуми в Съветския съюз надхвърлят 10 милиона. Въпреки това певицата не е получавала заплащане за изпълнителски права от тази музика, а разпадането на „Концертна дирекция“ и липсата на работеща уредба относно правата за изпълненията и звукозаписите за 50-годишната ѝ кариера лишават певицата от всякакви приходи за изпълнителски права и за минали периоди. Това обстоятелство, както и фактът, че музиката ѝ се разпространява също и по нерегламентиран (пиратски) начин, кара Лили Иванова да се чувства ограбена. В тази връзка през 2007 г. тя публично заявява, че разпространението на произведения на изкуството в Интернет е нередно и трябва да се наказва със затвор.
През пролетта на 2015 г. получава платинена плоча с плакет от Българската асоциация на музикалните продуценти за албума си „Поетът“, продаден в над 15 000 броя. Пуснат е на пазара и във винилова плоча, специално изработена от най-големите фабрики в Европа.
В края на 2015 г. Лили Иванова продуцира и издава единствената по рода си антология, наречена „Невероятно“ и включваща 65 песни от репертоара ѝ, включени в 5 компактдиска и подбрани от нея. Песните в антологията са от периода 1964 – 1989 г. Повечето не са издавани на съвременен аудио носител. Издавани са на грамофонни плочи от „Балкантон“ и са от почти всички поети и композитори, от които Лили Иванова има песни.

## Награди и отличия
Лили Иванова в кариерата си печели множество отличия и награди.